# Siliștea, Călărași
Siliștea (în trecut, Obileștii Vechi) este un sat în comuna Valea Argovei din județul Călărași, Muntenia, România.

## Istoric
În dreptul satului, pe un ostrov aflat între două brațe ale râului Mostiștea, între 1710-1712, Sfântul Voievod Constantin Brâncoveanu a ridicat un impresionant palat, înconjurat din toate părțile de ape. Sub el, a zidit un uriaș beci. Locul a fost cunoscut ulterior ca „Palatul de la Beci”, „Dealul Beciului” sau „La Beci”. Poziționarea ostrovului și a palatului lui Brâncoveanu de la Obilești apare pe harta stolnicului Constantin Cantacuzino, „Index Geographicus”, publicată la Padova în 1700, aflată în cabinetul de hărți al Bibliotecii Academiei Române. După ducerea lui Brâncoveanu la Constantinopole, palatul a căzut în ruine și a rămas numai beciul de sub palat, ale cărui urme se văd și azi. Pe acest deal Brâncoveanu a avut observator de unde privea în București.